# Business Aviation Center
Business Aviation Center — колишня українська чартерна авіакомпанія зі штаб-квартирою в Києві, що існувала у 1996—2013 роках. Базові аеропорти — «Київ» та «Бориспіль».

## Історія
Авіакомпанія «Business Aviation Center» працювала на ринку чартерних авіаперевезень протягом 1996—2013 років. Була повноправним членом  Європейської асоціації ділової авіації.
Припинила діяльність у липні 2013 року.

## Флот
- 2 Let L-410 Turbolet
- 2 Beechcraft Premier I
- 1 Gulfstream G200.